# Episodi di Baby Daddy (quarta stagione)
La quarta stagione della serie televisiva Baby Daddy è stata trasmessa negli Stati Uniti dal 22 ottobre 2014 al 5 agosto 2015 sul canale ABC Family.
In Italia è andata in anteprima nel corso del 2015 su Mediaset Infinity ed è stata trasmessa dal 3 febbraio al 13 aprile 2016 su Joi, canale pay della piattaforma Mediaset Premium. In chiaro è stata trasmessa per la prima volta dal 10 novembre al 9 dicembre 2016 su Italia 1.
| nº | Titolo originale                      | Titolo italiano            | Prima TV USA     | Prima TV Italia  |
| -- | ------------------------------------- | -------------------------- | ---------------- | ---------------- |
| 1  | Strip or Treat                        | La rivincita di Halloween  | 22 ottobre 2014  | 3 febbraio 2016  |
| 2  | It's a Wonderful Emma                 | Un canto di Natale         | 10 dicembre 2014 | 10 febbraio 2016 |
| 3  | She Loves Me, She Loves Me Note       | Messaggi d'amore           | 14 gennaio 2015  | 10 febbraio 2016 |
| 4  | I See Crazy People                    | Le carte non mentono mai   | 21 gennaio 2015  | 17 febbraio 2016 |
| 5  | Mugging for the Camera                | Un giorno in TV            | 28 gennaio 2015  | 17 febbraio 2016 |
| 6  | Over My Dead Bonnie                   | Non me ne va Bonnie una    | 4 febbraio 2015  | 24 febbraio 2016 |
| 7  | The Mother of All Dates               | Fidanzato per Bonnie       | 11 febbraio 2015 | 24 febbraio 2016 |
| 8  | House of Cards                        | Carta di credito           | 18 febbraio 2015 | 2 marzo 2016     |
| 9  | An Officer and a Gentle Ben           | Ufficiale e gentilben      | 25 febbraio 2015 | 2 marzo 2016     |
| 10 | Happy Birthday Two You                | Buon compleanno a due      | 4 marzo 2015     | 9 marzo 2016     |
| 11 | You Give Real Estate a Bad Name       | Agenti immobiliari         | 11 marzo 2015    | 9 marzo 2016     |
| 12 | A Love/Fate Relationship              | Rivelazioni                | 18 marzo 2015    | 16 marzo 2016    |
| 13 | Home Is Where the Wheeler Is          | Casa è dove c'è un Wheeler | 3 giugno 2015    | 16 marzo 2016    |
| 14 | It Takes a Village Idiot              | Baby sitter a turno        | 10 giugno 2015   | 23 marzo 2016    |
| 15 | One Night Stand Off                   | Una botta e via            | 17 giugno 2015   | 23 marzo 2016    |
| 16 | Lowering the Bar                      | Il bar è a rischio         | 24 giugno 2015   | 30 marzo 2016    |
| 17 | Wheeler War                           | La guerra dei Wheeler      | 1º luglio 2015   | 30 marzo 2016    |
| 18 | Parental Guidance                     | Affidamento per Emma       | 8 luglio 2015    | 6 aprile 2016    |
| 19 | Ring Around the Party                 | Anello di fidanzamento     | 15 luglio 2015   | 6 aprile 2016    |
| 20 | Till Dress Do Us Part                 | L'abito da sposa           | 22 luglio 2015   | 13 aprile 2016   |
| 21 | What Happens in Vegas                 | Fatti uno per l'altra      | 29 luglio 2015   | 13 aprile 2016   |
| 22 | It's a Nice Day for a Wheeler Wedding | Un matrimonio Wheeler      | 5 agosto 2015    | 13 aprile 2016   |

## La rivincita di Halloween
- Titolo originale: Strip or Treat
- Diretto da: Michael Lembeck
- Scritto da: Frank Pines

### Trama
Ben, Danny e Tucker aspettano con entusiasmo la festa più grande mai organizzata in città: quella di Halloween. Dopo che i loro piani falliscono poiché Bonnie crede che accompagneranno Emma a fare "dolcetto o scherzetto", finiscono in prigione dopo aver rovinato un addio al nubilato, al quale Riley ha detto di dover partecipare, senza specificare di che tipo di festa si tratti. Bonnie intanto sta uscendo con Javier, un bellissimo latino americano, che però nasconde un segreto. Riley organizza uno scherzo di Halloween ai danni di tutti, dopo anni che è stata invece lei la vittima.

## Un canto di Natale
- Titolo originale: It's a Wonderful Emma
- Diretto da: Michael Lembeck
- Scritto da: Heidi Clements

### Trama
Ben fa le veci di Ebenezer Scrooge, detestando ogni cosa riguardo alle feste: lo shopping, la folla, le decorazioni degli alberi, perfino la sfilata all'asilo di Emma. A peggiorare il suo pessimo umore ci pensano Bonnie, Riley, Danny e Tucker che lo ammorbano di felicità fino a portarlo a un tale punto di esasperazione che spinge Ben ad augurarsi la scomparsa del Natale. Ma quando il suo desiderio si avvera e le feste svaniscono, senza volerlo cancella anche l'esistenza di Emma e altera il corso delle vite di tutti gli altri.

## La guerra dei Wheeler
- Titolo originale: Wheeler War
- Diretto da: Michael Lembeck
- Scritto da: Joshua Malek

### Trama
Ben si rende conto di aver fatto un grosso errore ad allontanare Riley; non avrebbe certo mai immaginato che Danny e Riley avessero potuto provare dei sentimenti, anche ora che entrambi frequentano altre persone. Dopo aver parlato con il fratello decide perciò di riconquistarla facendo in modo che si lasci con il suo fidanzato Ross. Per farlo cerca di fare in modo che Ross diventi come Ben accogliendolo nella confraternita composta da Danny Tucker e Ben ma Riley accorgendosi del piano di Ben decide che il modo migliore per stabilire se Ross deve far parte o meno di quella confraternita è dichiarando una guerra dei Wheeler.